# Elomya marginata
Elomya marginata là một loài ruồi trong họ Tachinidae.